# Gesetz zur Neugliederung von Gemeinden des Landkreises Lüdinghausen
Das Gesetz zur Neugliederung von Gemeinden des Landkreises Lüdinghausen wurde am 27. Juni 1969 verkündet und gliederte 5 Gemeinden des Landkreises Lüdinghausen neu. Außerdem wurde das Amt Drensteinfurt aufgelöst.
Zeitgleich trat das Gesetz über den Zusammenschluss der Stadt Drensteinfurt und der Gemeinde Kirchspiel Drensteinfurt, Landkreis Lüdinghausen vom 14. Januar 1969 in Kraft.
Durch das Münster/Hamm-Gesetz wurden zum 1. Januar 1975 weitere Gemeinden des Kreises Lüdinghausen neu gegliedert, der bisherige Kreis Lüdinghausen (1. Januar 1939 bis 30. September 1969: Landkreis Lüdinghausen) wurde aufgelöst und die Städte und Gemeinden überwiegend dem neuen Kreis Coesfeld, im Übrigen den neuen Kreisen Unna und Warendorf zugeordnet.

## Kurzbeschreibung
| § 1 | Zusammenschluss der Gemeinde Walstedde mit der Stadt Drensteinfurt und der Gemeinde Kirchspiel Drensteinfurt zur neuen Stadt Drensteinfurt, Auflösung des Amtes Drensteinfurt |
| § 2 | Eingliederung der Gemeinde Lüdinghausen-Land in die Stadt Lüdinghausen |
| § 3 | Bestätigung von Gebietsänderungsverträgen |
| § 4 | Zuordnung von Drensteinfurt zum Amtsgericht Münster |
| § 5 | Auflösung des Rates der Stadt Lüdinghausen |
| § 6 | Inkrafttreten am 1. Juli 1969 |